# Prudnikow
Prudnikow (ros. Прудников) – rosyjskie nazwisko.

## Znani przedstawiciele
- Aleksandr Prudnikow – piłkarz
- Aleksiej Prudnikow – piłkarz
- Prochor Prudnikow – oficer NKWD
- Swietłana Prudnikowa – szachistka
- Wiaczesław Prudnikow – pływak
- Wiktor Prudnikow – dowódca wojskowy